# Lepthyphantes iranicus
Lepthyphantes iranicus este o specie de păianjeni din genul Lepthyphantes, familia Linyphiidae, descrisă de Michael Ilmari Saaristo și Tanasevitch, 1995.
Este endemică în Iran. Conform Catalogue of Life specia Lepthyphantes iranicus nu are subspecii cunoscute.